# Musée d'Art contemporain de Tokyo
Le musée d'art contemporain de Tokyo (東京都現代美術館, Tōkyō-to Gendai Bijutsukan) se trouve dans l'arrondissement de Kōtō à Tokyo au Japon. Ouvert en 1995, le musée est situé dans le parc de Kiba.

## Pièces principales
- Marilyn Monroe de Andy Warhol (1967)
- Girl with Hair Ribbon de Roy Lichtenstein (1965)
- Honey-pop de Tokujin Yoshioka (2001)
- Water Block de Tokujin Yoshioka (2002)

## Accès
Les stations de métro les plus proches sont Kiyosumi-shirakawa et Kiba.

## Source de la traduction
- (en) Cet article est partiellement ou en totalité issu de l’article de Wikipédia en anglais intitulé « Museum of Contemporary Art Tokyo » (voir la liste des auteurs).